# Adonisea bina
Adonisea bina là một loài bướm đêm trong họ Noctuidae.